# 普羅旺斯號戰列艦
普羅旺斯號戰列艦（法語：Provence）是布列塔尼级的二號艦，其同型艦為布列塔尼號與洛林號。本艦於1912年4月21日在洛里昂兵工廠放置龍骨，1913年4月20日時下水，並在1916年3月正式在法國海軍服役。其艦名取自法國普羅旺斯大區，主砲採用10門340（13英寸）45倍徑1912年式火砲火砲，並設置在5座二聯裝砲塔內，最大航速為20節（37每小時；23英里每小時）。
當第一次世界大戰爆發時，普羅旺斯號被編入法國地中海艦隊，並隨隊駐防在科孚島，阻止奧匈帝國海軍突破亞得里亞海。然而奧匈帝國海軍艦隊很少會出港巡航，因此普羅旺斯號較無建樹。1920年代到1930年代期間，普羅旺斯號經歷3次改裝，並在地中海與大西洋間定期巡航與海上演習。西班牙內戰期間，由於法國奉行不干涉主義，普羅旺斯號僅在沿岸執行巡邏任務。至二戰前，普羅旺斯號大多數時間在地中海艦隊服役，並數次擔任該艦隊旗艦。
第二次世界大戰初期，普羅旺斯號在大西洋執行搜尋德國海上突襲艦隊及護航任務。1940年6月22日，本艦停靠在凱比爾港。由於擔心德國海軍會徵收法國艦艇來擴張勢力，英國皇家海軍遂在1940年7月3日發動凱比爾港海戰，普羅旺斯號遭受重創並坐沉海底，戰後經過臨時修復後使其脫淺，並在數艘驅逐艦護衛下返回土倫。隨後，普羅旺斯號成為訓練艦隊旗艦。1942年11月底，德軍佔領土倫；為避免德國海軍繳獲法國艦艇，法國海軍遂將所有停靠在土倫的軍艦全部鑿沉，其中包括普羅旺斯號。義大利人員後來於1943年7月試圖將普羅旺斯號船體打撈上岸，同時將艦上2門主炮轉移至濱海聖芒德里耶當作岸防炮；不過本艦於1944年又遭德軍鑿沉，被當作障礙船封鎖土倫港。戰後，法國當局於1949年4月將普羅旺斯號船體打撈拆解。

## 設計

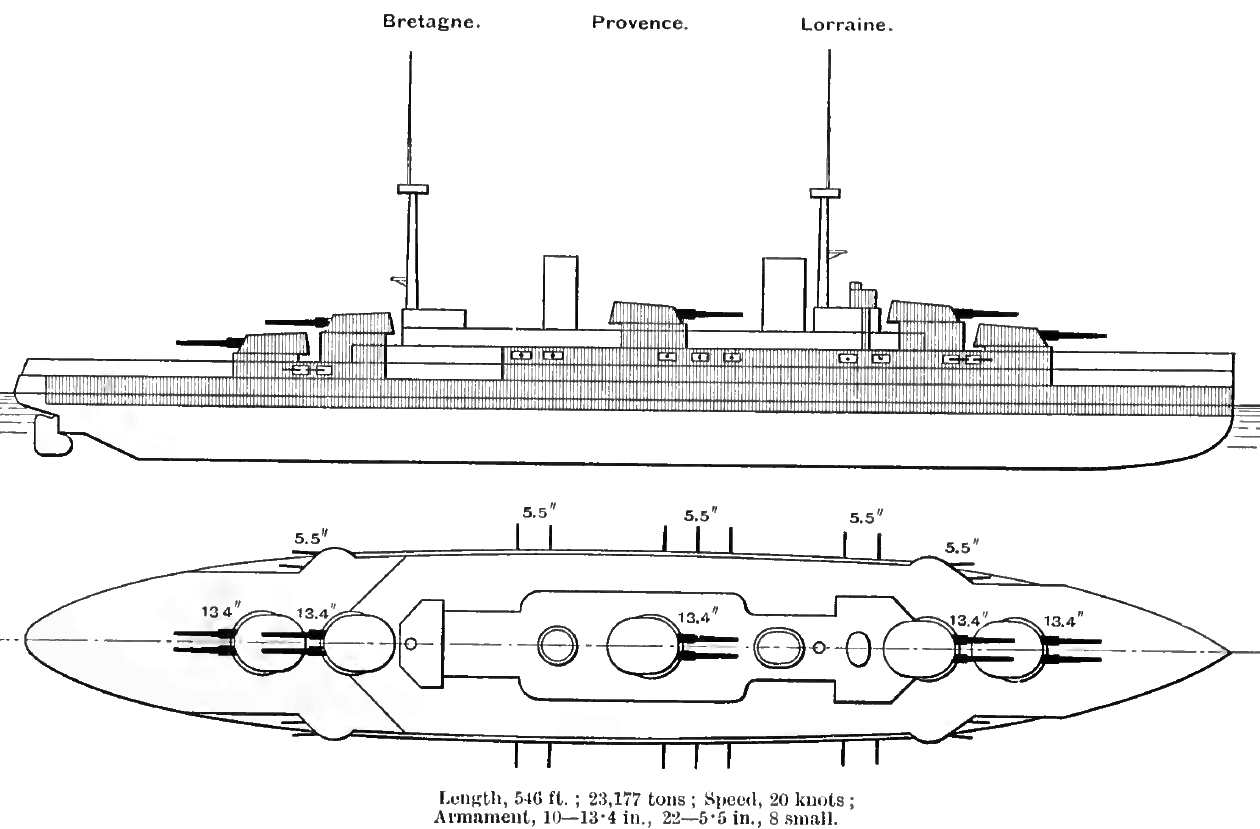
布列塔尼級描繪圖，出自1915年的布拉希海軍年鑑（Brassey's Naval Annual）。

布列塔尼級戰艦的設計改良自前一型孤拔級戰艦，在主炮配備上比孤拔級更強大，但當時法國造艦尺寸受到造船廠船塢容量限制而無法加長艦身，迫使本級艦的主炮塔位置太過靠近艦身末端，對耐海性能產生負面影響。二號艦普羅旺斯號船體全長166（544英尺7英寸）、船寬27（88英尺7英寸）、滿載時吃水深度約9.1（29英尺10英寸）；艦體正常排水量為23,936公噸（23,558長噸），滿載時約落在26,600公噸（26,200長噸）。出航執勤時，若是在二等船狀態下可容納34名軍官與1159名乘員，但如果是擔任旗艦時則可容納至42名軍官與1208名乘員。本艦推進系統授權帕森海洋蒸汽輪機公司製造4組帕森型蒸汽渦輪發動機，每組發動機驅動2個傳動軸。本級同型艦特別的是各艦的鍋爐配置皆不一致，二號艦普羅旺斯號的鍋爐搭配是18組貝爾維爾（Belleville）式水管鍋爐，運轉時動力可輸出至28,000匹公制馬力（20,594千瓦特；27,617匹軸馬力），使航速達到21節（39每小時；24英里每小時）；然而在海試時，實際航速從未超過20.6節（38.2每小時；23.7英里每小時）。出航時艦上可裝載2,680公噸（2,640長噸；2,950短噸）燃煤，在搭配足夠的燃油及10節（19每小時；12英里每小時）航速下，巡航半徑可達到4,700海里（8,700；5,400英里）。
主要武器部分，普羅旺斯號採用10門340公釐45倍徑1912年式主砲，並裝設在5座二聯裝砲塔內，所有砲塔全配置於船軸線上，船艏與船艉分別以背負式布局各配置2座砲塔，船舯另有1座主砲塔。艦上次要武器方面則配有22門138公釐口徑1910年式海軍砲在船側炮廓內。7門47（1.9英寸）口徑1902年型火砲中的2門裝設於前上層建築上方，另外5門則分別配置於各個主砲塔頂部，在服役前當次口徑射擊用；船體水線下還裝有4組450（18英寸）魚雷管，左右兩邊舷侧各有2組，甲板下方同時設有倉儲可存放20到28枚水雷。本艦的水線裝甲帶厚度在140至250（5.5至9.8英寸）之間，裝甲帶最厚的區域在船舯部位；主砲塔以300（11.8英寸）厚的裝甲板保護，160 mm（6.3英寸）厚的裝甲板用來保護炮廓。弧形裝甲甲板平面厚度為40 mm（1.6英寸），外傾部分的厚度則是70 mm（2.8英寸）；司令塔則以266（10.5英寸）厚的裝甲覆蓋。

## 服役歷程

### 第一次世界大戰期間

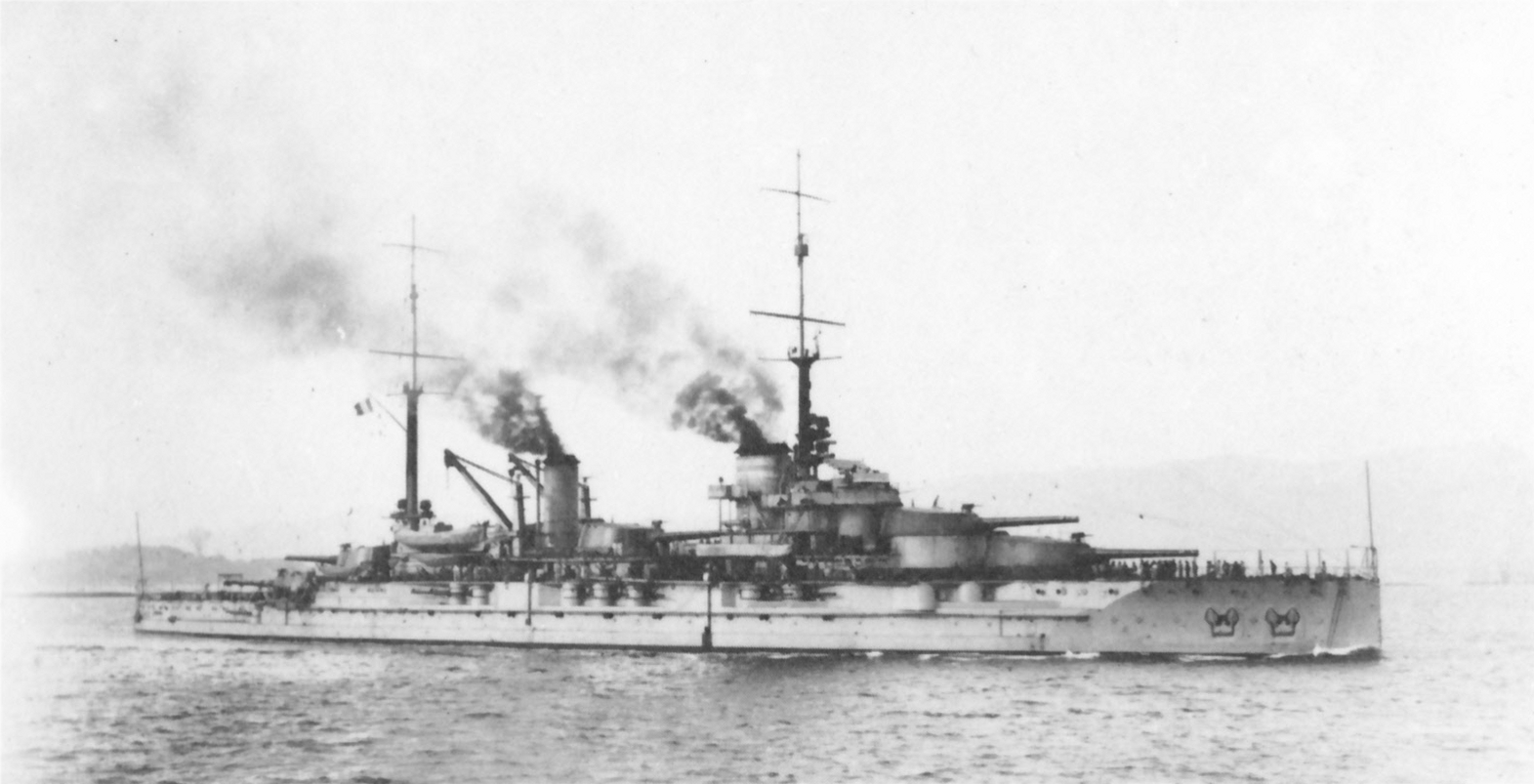
普羅旺斯號，攝於1918年。

1912年4月21日，普羅旺斯號於洛里昂兵工廠放置龍骨，1913年4月20日時下水，並在1915年6月完工。1916年3月1日，普羅旺斯號於法國海軍正式服役，與其同型艦一同編入第1戰鬥分艦隊第1總隊，並擔任艦隊旗艦。為防止奧匈帝國艦隊從亞得里亞海突破，普羅旺斯號與其艦隊的大部分時間都駐防在科孚島，而艦隊的到來也同時向希臘威嚇，避免希臘倒向協約國。由於奧匈帝國的艦隊在戰爭期間大多停靠在港內，使普羅旺斯號在戰爭中較無遭遇衝突；因而至戰爭後期，艦上有一部分船員被調往操縱反潛戰載具。1917年，由於科孚島上的燃煤嚴重短缺，致使普羅旺斯號停靠在島上港口一整年。戰爭結束後，普羅旺斯號於1919年4月返回土倫。

### 戰間期

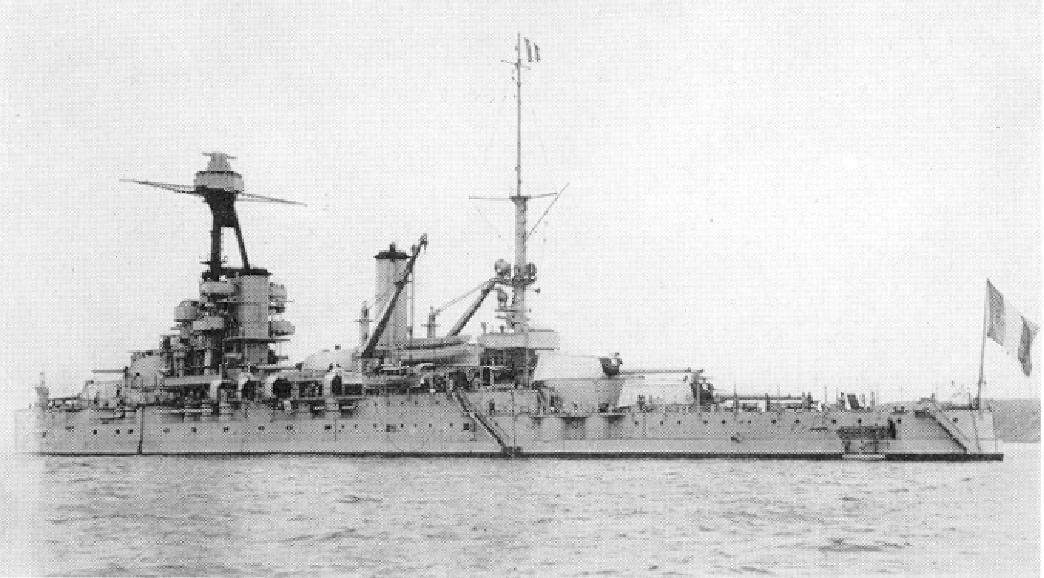
美國海軍為辨識普羅旺斯號所拍攝的敵我辨識相片。

當普羅旺斯號於1919年4月返回土倫後，法國海軍立刻派遣本艦至黑海海域打擊布爾什維克起義，但因海軍官兵厭戰情緒高漲爆發嘩變而作罷。1919年10月，普羅旺斯號與洛林號抵達君士坦丁堡，成為法國東地中海中分遣艦隊核心。1921年6月，普羅旺斯號隨同布列塔尼號抵達勒阿弗爾參與海軍閱兵，至9月才返回土倫。1922年，普羅旺斯號與洛林號轉為後備役；這段期間內，本艦進行數次改裝。第一次改裝工程於土倫進行，時程從1922年2月1日至1923年7月4日。改善項目包括提高主砲最大仰角，使最大射程有所提升；另加裝4門75公釐口徑M1987型火砲，其配置在前船艛建築。另在三腳桅杆加裝火警控制站，還有增設搭配防空炮的測距儀。
第二次改裝時間在1925年12月12日至1927年7月11日，其主砲最大仰角於改裝後再次提升，還有為減輕船體重量而將船艏部分裝甲移除，另外艦上一半的鍋爐改換成燃油式鍋爐。1931年9月20日至1931年8月20日期間，本艦經歷第三次改裝，此次改裝將6組燃煤鍋爐的更換成英德萊特燃油鍋爐，艦上的渦輪發動機與主炮也一併更換成最新型的，另加裝8門75公釐口徑1924年式火砲。1934年，普羅旺斯號與布列塔尼號一同編入大西洋第2分遣艦隊，期間隨隊於亞速群島、馬德拉、摩洛哥之間巡航。1936年，普羅旺斯號與布列塔尼號一同參與非洲巡航任務。同年8月，西班牙內戰爆發，因法國奉行不干涉主義，普羅旺斯號僅在西班牙沿岸執行巡邏任務，所有巡邏任務直到1937年8月結束。

### 第二次世界大戰期間

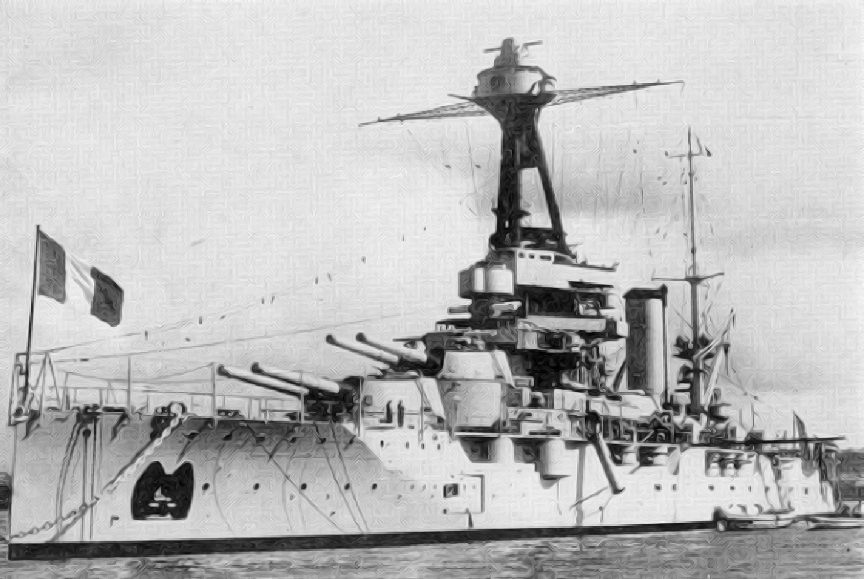
普羅旺斯號駐錨在港口。

當第二次世界大戰爆發時，普羅旺斯號與布列塔尼號正駐錨在土倫港口，並於第2分遣艦隊服役，此時本艦為艦隊旗艦，由艾曼紐·奧利夫海軍中將領導。1939年10月21日至12月2日期間，普羅旺斯號移至乾塢進行定期維修。維修完2天後，普羅旺斯號與布列塔尼號、柯爾貝爾號、杜布雷號、普里毛居特號，以及數艘驅逐艦與潛艦，航行至達喀爾執行護航任務，接著在法屬西非、亞速群島間航行數周後返航。
普羅旺斯號接下來前往卡薩布蘭卡並被編入Y艦隊，但隨後數次於大西洋上掃蕩多次都未有戰果。在一次航行到直布羅陀時，普羅旺斯號發生事故而受損，被迫返回土倫進行維修。然而就在返航途中，本艦意外地遇到義大利客船大洋洲號（Oceania）；隨後以檢查違禁品為由，攔截大洋洲號並押送至馬賽來進行後續搜查。1940年1月24日，普羅旺斯號前往奧蘭，準備前往達喀爾與Y艦隊會合。4月11日，普羅旺斯號隨Y艦隊轉移至奧蘭，並在5天後抵達該地。4月27日，普羅旺斯號與其同型艦及數艘巡航艦前往亞歷山大港，並於5月18日與布列塔尼號返回凱比爾港。

#### 重創：凱比爾港海戰
當法國於1940年6月22日投降時，法國艦隊在納粹德國與義大利的監視下解除武裝，並與軸心國海軍休戰；然而英國最高指揮部擔心法國艦艇會被軸心國接收，使軸心國海軍在艦艇數量上遠超過英國皇家海軍。溫斯頓·邱吉爾後來授權詹姆士·薩默維爾海軍中將組織H艦隊，威脅凱比爾港內的法國艦隊加入英國與自由法國海軍繼續抵抗，或是投降並拘留在同盟國勢力下，或是將艦艇轉移到遠離軸心國管轄範圍的馬提尼克島等法國海外屬地，或是在避免違反德法停戰協定下將艦艇轉移到美國，並在那拘留至戰爭結束，再不然就必須鑿沉所有艦艇；如果法軍在期限內皆未回應，英軍會直接將其擊沉。1940年7月3日，薩默維爾向法軍發送最後通牒，但法軍在討論10小時候未做回應，法軍指揮官马塞尔·布鲁诺·让苏尔試圖採取拖延戰術並向法國海軍總部求援，邱吉爾知悉後下令薩默維爾向法艦開火。
當英國皇家海軍開火90秒後，普羅旺斯號開始回擊，但沒有對對方造成任何傷害；之後布列塔尼號遭到數枚15英寸（380）炮彈擊中並殉爆，普羅旺斯號也受到重創。砲火使普羅旺斯號坐沉海底，但幸運的是本艦並未像布列塔尼號發生殉爆。戰鬥結束後，法國海軍立刻對普羅旺斯號進行緊急修理，使其能夠脫淺。在重劍號、鈍劍號、勇敢號、雇傭兵號、馬穆魯克號等5艘驅逐艦護衛下，普羅旺斯號於11月5日撤離凱比爾港，並於11月8日抵達土倫。

#### 土倫自沉
自1942年1月1日起，普羅旺斯號成為訓練艦隊旗艦。由於同盟國在1942年11月8日在法屬北非發動火炬行動，並成功與弗朗索瓦·達爾朗海軍上將達成秘密協議，為了消除法國艦隊的威脅，德軍於同年11月27日佔領土倫；然而法國海軍早已計畫好，在德軍佔領土倫的同時將港內所有艦艇鑿沉，來阻止艦艇被德軍徵收。鑿沉的艦艇裡包括普羅旺斯號，其自沉位置於前無畏艦孔多塞號與水上飛機母艦塔斯特司令官號間。1943年7月11日，義大利人員抵達土倫並試圖打撈本艦，其中2門340（13英寸）口徑主砲被轉移至濱海聖芒德里耶當作岸防炮。德軍後來將普羅旺斯號再次鑿沉，將其船體當作障礙船封鎖土倫港口來阻止盟軍登陸。戰後，法國當局於1949年4月將普羅旺斯號船體打撈拆解。

## 註腳
1. ↑  Jordan & Caresse 2017，第176–177頁.
2. 1 2  Smigielski 1985，第198頁.
3. 1 2  Jordan & Caresse 2017，第163頁.
4. ↑  劉怡（2011年），第122页
5. ↑  Dumas 1986，第83頁.
6. ↑  Jordan & Caresse 2017，第168頁.
7. ↑  Jordan & Caresse 2017，第172–175頁.
8. ↑  Dumas 1986，第79頁.
9. 1 2 3  Whitley 1998，第42頁.
10. ↑  Halpern 2004，第19頁.
11. 1 2  Whitley 1998，第42–43頁.
12. 1 2  Whitley 1998，第43頁.
13. ↑  Whitley 1998，第43–44頁.
14. 1 2 3 4  Whitley 1998，第44頁.
15. ↑  Rohwer 2005，第10頁.
16. ↑  Rohwer 2005，第21頁.
17. ↑  Rohwer 2005，第24頁.
18. ↑  Robertson & Dent 2007，第25頁.
19. ↑  Rohwer 2005，第31頁.
20. ↑  Rohwer 2005，第48頁.
21. ↑  Eisenhower 1948，第99–105頁.
22. ↑  Eisenhower 1948，第107–110頁.
23. ↑  Ernst Schramm 1942，第1339頁.